# Рещиков, Михаил Андреевич
Михаил Андреевич Рещиков (1911—1975) — советский ботаник, кандидат биологических наук, исследователь степной растительности Забайкалья.

## Биография
В 1941 году окончил биологический факультет Пермского государственного университета по специальности «ботаника с уклоном геоботаники».
С апреля 1946 года работал младшим научным сотрудником Иркутского противочумного института, а с октября — заведующий музеем Института акклиматизации и гибридизации животных «Аскания-Нова».
В 1950 году становится сотрудником Восточно-Сибирского филиала АН СССР (с 1957 года филиал вошёл в состав Сибирского отделения АН СССР).
В 1954 году защитил кандидатскую диссертацию в Ботаническом институте АН СССР (г. Ленинград).
С 1954 года, совмещая, преподавал ботанические дисциплины в Иркутском сельскохозяйственном институте, в 1956 году присвоено звание доцента.
В 1962—1964 и 1966—1971 годах заведовал кафедрой ботаники в Бурятском государственном педагогическом институте (БГПИ), а с 1964 по 1966 был проректором по научной работе БГПИ.
Член Всесоюзного ботанического общества (с 1954 года), организатор и председатель Бурятского отделения.

## Научные труды
- Рещиков М. А. Краткий очерк растительности Бурят-Монгольской АССР. — Улан-Удэ : Бурят-Монгол. кн. изд-во, 1958. — 94 с.
- Рещиков М. А. Степи Западного Забайкалья / отв. ред. А. А. Юнатов. — М. : Изд-во АН СССР, 1961. — 174 с. — (Труды Восточно-Сибирского филиала СО АН СССР. Серия биологическая; Вып. 34).
- Рещиков М. А. Заметки о растительности Баргузинской долины и ее происхождении / М. А. Рещиков, К. М. Богданова // Научные чтения памяти Михаила Григорьевича Попова : Одиннадцатое чтение. — Иркутск : Вост.-Сиб. кн. изд-во, 1968. — С. 61—82.
- Рещиков М. А. К вопросу об истории степной растительности Забайкалья и геоботаническом районировании // Естественные пастбища Забайкалья и приемы повышения устойчивости возделываемых растений к засухе и холоду. — Улан-Удэ : Изд-во Бурят. гос. пед. ин-та, 1971. — С. 71—82.